# Carl Wuttke

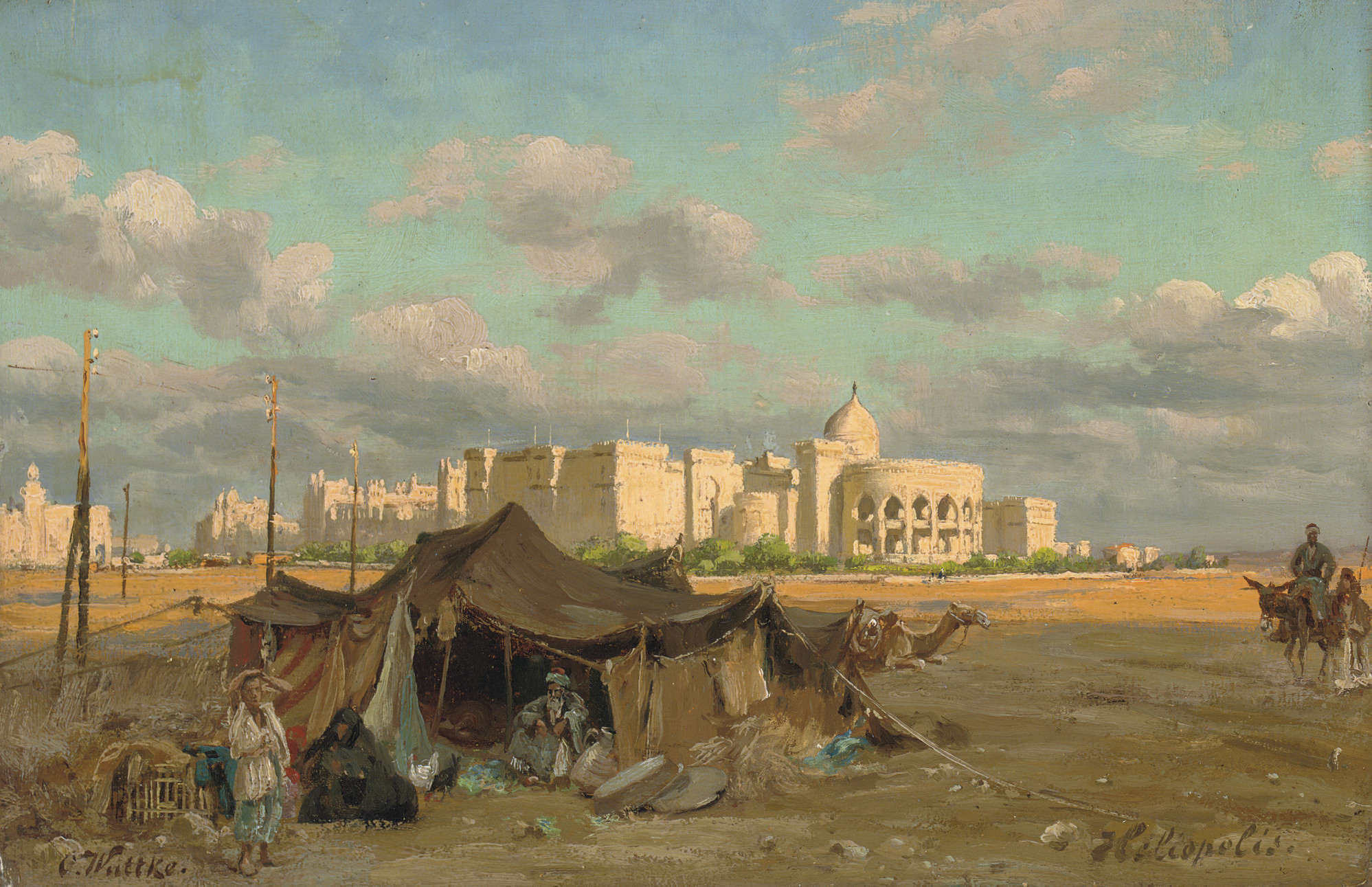
Eliopoli, Il Cairo.

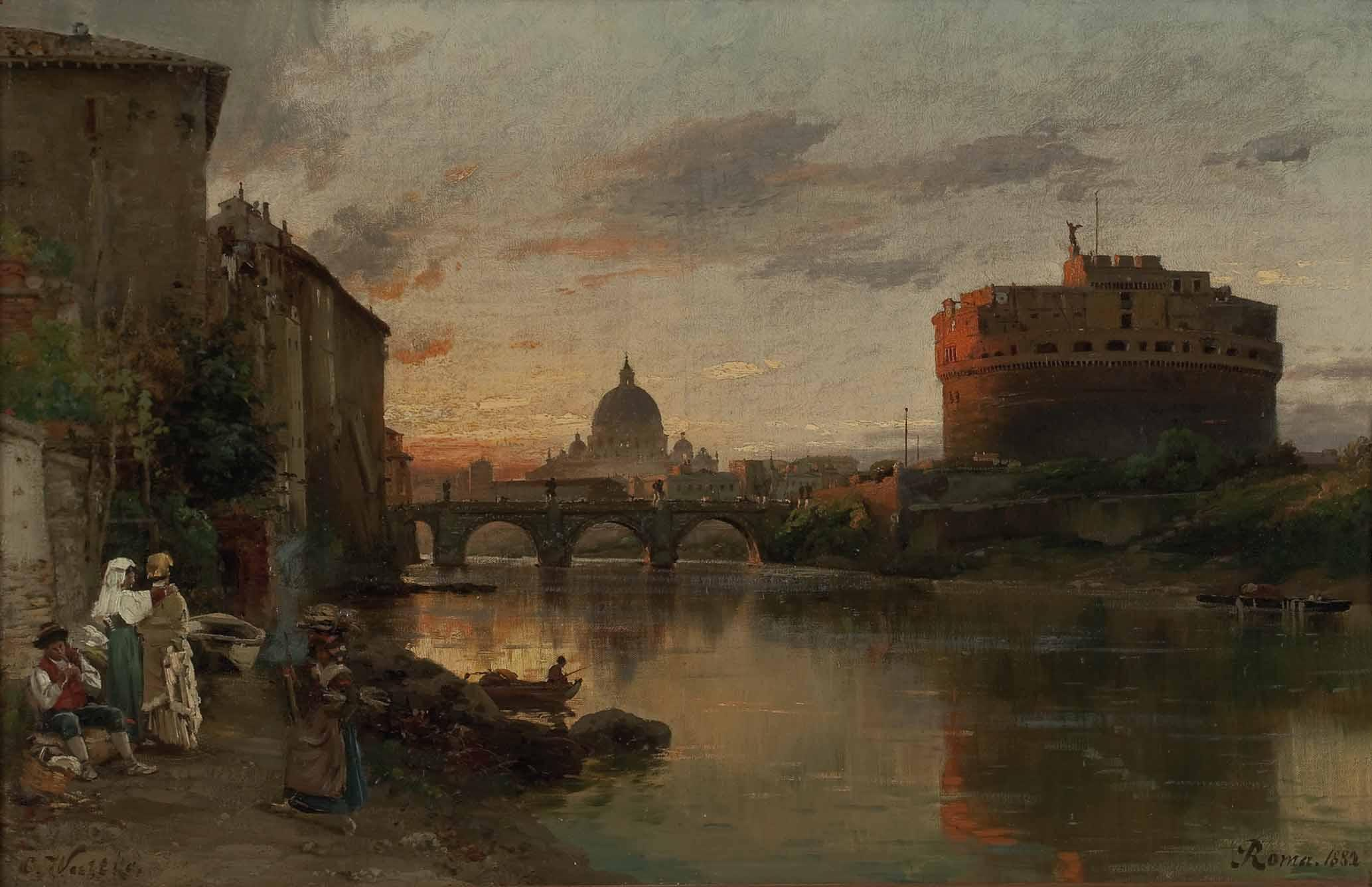
Tramonto sul Tevere, nei pressi di Castel Sant'Angelo.

Carl Wuttke (Trebnitz, 3 gennaio 1849 – Monaco di Baviera, 4 luglio 1927) è stato un pittore tedesco.

## Biografia
Dal 1871 al 1873 studiò all'Università delle Arti di Berlino, poi con Angelo Quaglio a Monaco di Baviera. Nel 1874 si recò in Italia a piedi e vi rimase fino al 1876. Tornato in Germania, studiò con Eugen Dücker alla Kunstakademie Düsseldorf fino al 1880.
In seguito tornò in Italia, visitando anche le isole di Sardegna e Sicilia. Molte delle sue opere più note sono state abbozzate in quei luoghi. Fece anche brevi viaggi in Andalusia (1880) e Norvegia (1894). Dopo il 1885 risiedeva a Monaco.
Alcuni dei suoi viaggi erano in luoghi considerati esotici all'epoca; tra cui Algeria, Egitto e Sudan. Nel 1893 visitò gli Stati Uniti e, dal 1897 al 1899, fece un viaggio intorno al mondo, che comprese tappe in Cina e Giappone (1898). I suoi schizzi da lì furono usati per creare dipinti per l'Imperatore Guglielmo II, che furono appesi nella "Silbersaal" (Sala d'argento) del Berliner Stadtschloss.
I suoi paesaggi spesso includono piccole scene di genere. Man mano che progrediva nella sua tecnica, i suoi colori tesero a diventare più luminosi e la sua composizione assunse un effetto fugace, tanto che il suo lavoro è spesso classificato come "pre-impressionista", ma non si è mai associato a nessun movimento secessionista.

## Scritti
- (DE) Reise-Erinnerungen von Studienfahrten rings um die Erde (Ricordi di viaggio di viaggi studio in giro per il mondo), Monaco di Baviera, Franz'sche Buchdruckerei, 1914.